# Exsiccatorum Genavensium e Conservatorio Botanico Distributorum Fasciculus
Exsiccatorum Genavensium e Conservatorio Botanico Distributorum Fasciculus (abreviado Exsicc. Genav. Conserv. Bot. Distrib. Fasc.) es una revista con ilustraciones y descripciones botánicas que es editada en Ginebra (Suiza), desde el año 1970.